# Brasilândia do Sul
Brasilândia do Sul est une municipalité brésilienne située dans l'État du Paraná.